# Meistera propinqua
Meistera propinqua là một loài thực vật có hoa trong họ Gừng. Loài này được Henry Nicholas Ridley mô tả khoa học đầu tiên năm 1905 dưới danh pháp Amomum propinquum. Năm 2018, Jana Leong-Škorničková và Mark Newman chuyển nó sang chi Meistera mới được phục hồi.

## Phân bố
Loài này có tại Philippines.

## Mô tả
Đầu hoa hình nón ngược. Cuống cụm hoa dài 7,6 cm (3 inch), mập. Cuống hoa có lông tơ, ngắn. Lá bắc phía dưới hình trứng, có lông tơ, dài 0,5 cm (0,2 inch). Lá bắc con hình ống, miệng không chẻ, dài 1,3 cm (0,5 inch), có lông tơ, chẻ ba, hai thùy hợp sinh gần như tới đỉnh. Ống đài hoa dài 1,3 cm (0,5 inch), nhẵn nhụi, 3 thùy, hai thùy hợp sinh gần như trên toàn bộ chiều dài của chúng, có mấu nhọn, có sống lưng ở đỉnh và có tơ cứng. Ống tràng hoa hình kèn, có lông tơ, các thùy thuôn dài, tù, thuôn tròn, dài 1,3 cm (0,5 inch). Nhị lép rất ngắn, hình giùi. Môi hình trứng ngược, dài 2,5 cm (1 inch), rộng, thanh trung tâm có các nhú nâng cao. Bao phấn thuôn dài, có tơ cứng ở rìa. Mô liên kết 3 thùy, thùy trên thuôn tròn, 2 thùy bên lớn, uốn ngược lại, rộng, thuôn dài, tù. Chỉ nhị thẳng, mỏng. Vòi nhụy rất thanh mảnh; đầu nhụy hình đầu.